# Гейке Арнарт
Гейке Арнарт (англ. Geike Arnaert; нар. 13 вересня 1979) — бельгійська співачка, відома як вокалістка гурту Hooverphonic з 1997 по 2008 рік і знову з 2020 року. 

## Біографія
Арнарт народилася 13 вересня 1979 року в місті Хойвелланд, Бельгія. У неї є дві сестри: Енн Арнарт і Каат Арнарт, яка була відомою співачкою бельгійських гуртів Sutrastore та Tommigun.

### Hooverphonic
До гурту Hooverphonic Арнарт запросив Алекс Каллієр — музичний продюсер гурту у 1997 році. Після більш ніж 10 років роботи в гурті Арнарт оголосила, що покине Hooverphonic до кінця року, щоб продовжувати свою сольну кар'єру. Останній концерт Арнарт з Hooverphonic відбувся 13 грудня того ж року в Tele-Club у Єкатеринбурзі. Трьома роками пізніше Арнарт пояснювала вихід з гурту так: 
|  | «Причин було кілька. По мірі дорослішання я розвивала власний характер, але інші (Алекс Каллієр та Реймонд Гіртс) не були до цього відкриті. Ролі були зафіксовані, а моя полягала в тому, щоб співати і мовчки гарно стояти. У мене є ідеї, і десять років, здається, достатньо, щоб поїхати в подорож з кимось іншим. Більше того, слід відзначити, що чоловіки, з якими мені доводилося працювати і яких я сприймала як свого роду братів, сприймали мене дещо інакше. Навіть за межами гурту, я пам'ятаю, Mushroom of Massive Attack наполягав на тому, щоб я з ним зв'язалася. Але коли виявилося, що у мене є партнер, це раптом більше не було потрібно. Дозвольте мені також сказати, що гумор в туристичному автобусі не завжди був вишуканим, а іноді просто неповажним. Чоловіки не розуміють, що ти жінка, яка іноді почувається самотньою або цілеспрямованою». |

У лютому 2016 року, через 7 років після останнього виступу з групою, Арнарт виконала «Mad About You» разом із Hooverphonic для спеціальної події Radio2 у Бельгії. За словами Кальє, це була «разова» співпраця.
У 2020 року знову виступила з гуртом Hooverphonic як солістка на Євробаченні 2021 з піснею The Wrong Place.

### За межами Hooverphonic
У 2008 році Арнарт записала історичну французьку пісню «Le temps des cerises» з Боббежаном Шопеном для свого альбому «Bobbejaan». Також було випущено кліп на пісню.
У 2010 році Арнарт приєдналася разом зі Spinvis для роботи над саундтреком «Breath» (оригінальна назва: «Adem»), бельгійського фільму про молодих людей, які мають муковісцидоз. Написавши для фільму більше матеріалу, ніж потрібно, вони випустили платівку, назвавши себе Dorleac для проєкту.
У 2011 році Арнарт випустила свій перший сольний альбом «For The Beauty Of Confusion».
Арнарт також співала як запрошена вокалістка для різних виконавців, таких як Озарк Генрі, Фліп Коулєр і Том Хельсен. Вона записала вокальну партію у синглі «Mijn Leven» («Моє життя») бельгійського репера Війвенвеертіга (Енді Сіренса).

## Дискографія

### як Гейке

#### Альбоми
| Рік  | Альбом                      | Найвищі позиції |
| Рік  | Альбом                      | BEL (FL)        |
| ---- | --------------------------- | --------------- |
| 2011 | For The Beauty of Confusion | 6               |
| 2019 | Lost in Time                | 3               |

### Сингли
| Рік  | Сингл                 | Найвищі позиції | Альбом                      |
| Рік  | Сингл                 | BEL (FL)        | Альбом                      |
| ---- | --------------------- | --------------- | --------------------------- |
| 2011 | «Rope Dancer»         | Tip: 16         | For The Beauty of Confusion |
| 2011 | «Unlock»              | Tip: 48         | For The Beauty of Confusion |
| 2011 | «Blinded»             | Tip: 82         | For The Beauty of Confusion |
| 2019 | «Off Shore»           | Tip: 6          | Lost in Time                |
| 2019 | «Middle of the Night» | Tip: 27         | Lost in Time                |
| 2019 | «All Over»            | Tip: 28         | Lost in Time                |
| 2019 | «Black Land Shore»    | Tip: 19         | Lost in Time                |
| 2021 | «We begrijpen mekaar» | Tip: 41         | Love for music              |

### Рекомендовані в
| Рік  | Сингл                | Найвищі позиції | Найвищі позиції    |
| Рік  | Сингл                | BEL (Fl)        | NLD Single Top 100 |
| ---- | -------------------- | --------------- | ------------------ |
| 2008 | «Home» (Том Хельсен) | 1               | –                  |
| 2017 | «Zoutelande» (Блоф)  | 1               | 3                  |

### зі Spinvis (як Dorléac)

#### Студійні альбоми
- 2010 — Dorléac

#### Сингли
- 2010 — «Tommy and the Whale»

### Рекомендована дискографія
- «Zoutelande» — BLØF & Geike Arneart (2017)
- «Le temps des cerises» — Bobbejaan Schoepen & Geike Arnaert (2008)
- «Дім» — Том Хельсен feat. Geike Arnaert (2008)
- «Bjistje In Min Uoft» — Flip Kowlier feat. Гейке Арнарт (2004)
- «The Wild Rose» — Sioen & Geike Arnaert (живий дует)
- «Close watch» — Живий дует з Дааном
- «Mijn Leven» — Vijvenveertig feat. Гейке Арнарт (2009)
- «Strange Lit Star» — Озарк Генрі feat. Geike Arnaert (2002)